# Angel Cat Sugar
Angel Cat Sugar es el nombre del personaje felino ficticio creado por Yuko Shimizu en el año 2002. Este personaje es una gatita femenina blanca que usa una corona, tiene alas de ángel en la espalda y es la princesa del mundo ficticio llamado Angel World (Mundo Ángel). Existen muchos productos de este personaje como peluches, loncheras, toallas y libros.

## Personajes

### Familia Sugar
Angel Cat Sugar: su cumpleaños es el 17 de mayo, es llamada "Sugar" o "Sugar-Chan" en japonés y es la princesa de Angel World (Mundo Ángel). Es presentada como una gatita blanca, con corona y alas de ángel. Tiene el poder de curar los corazones de todos y hacer a la gente feliz.
Fennel: es el papá de Angel Cat Sugar y es veterinario.
Mint: es la mamá de Angel Cat Sugar y es enfermera.

### Amigos
Basil: es una angelita de carácter fuerte, pero que le gustan las flores y usar ropa rosa.
Thyme: es un alegre angelito que anima a la tímida Sugar y se viste de morado.
Parsley: es un ángel muy inteligente, puede ser quisquillosos en ocasiones y se viste de verde.

## Libros

### Títulos japoneses
- Bashful Sugar (junio, 2005)
- Sugar and the Precious Eggs (diciembre, 2005)
- Sugar and the Little Squirrel (julio, 2006)
- Sugar and the Winter Gift (diciembre, 2006)

### Títulos en inglés
- A New Friend
- A Special Easter
- A Wish for a Wand
- Birthday Party Surprise
- Merry Christmas, Sugar!
- Spring Picnic
- Star of the Ballet
- Sugar Loves Valentine’s Day
- Sugar’s Yummy Fall
- Sweet School Day
- Tea Party

## Juegos
En octubre de 2009, se lanzó un juego para Nintendo DS y para PC, titulado “Angel Cat Sugar” en el Reino Unido y Alemania, y “Angel Cat Sugar och stormkungen” en Suecia. El contenido del juego incluía minijuegos y rompecabezas y fue dirigido a preadolescentes.